# 涌山镇
涌山镇，是中华人民共和国江西省景德镇市乐平市下辖的一个乡镇级行政单位。

## 行政区划
涌山镇下辖以下地区：
涌山社区、车溪村、流槎村、厚田村、朱冲村、横塘村、里村、林头村、东岗村、闵口村、稍田村、杨潭村、官口村、横山村、枫林村、沿沟村和涌山村。

## 中国传统村落
2013年8月，涌山村被评为第二批中国传统村落。